# 陳易希

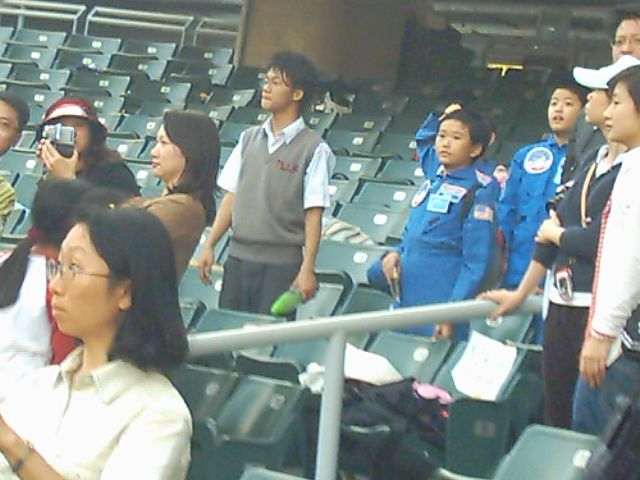
陳易希（穿灰色羊毛背心者）在2005年底參加中國太空人聶海勝與費俊龍訪港在香港大球場的文藝慶祝活動

陳易希，BBS（1989年10月17日—），香港發明家，香港首位星之子，新民黨成員。於中華基督教會譚李麗芬紀念中學中學五年級畢業後，被香港科技大學破格取錄。小行星20780以他命名。

## 生平
陳易希早年在新界屯門大興花園長大，父親是車房噴漆工人，而母親任職室內設計師。陳易希曾就讀台山商會學校（2000年畢業）
，後入讀中華基督教會譚李麗芬紀念中學。

## 創科生涯
2004年，陳易希在香港新一代文化協會的帶領下遠赴美國，憑著他的發明作品——一個智能家居監察用的小型三輪機械車「智能保安機械人」，獲得第55屆美國英特爾國際科學與工程大獎賽物理學二等獎。2005年，麻省理工學院林肯實驗室特地把一顆編號為20780的小行星以他的名字命名，成為眾位獲得命名小行星的香港人中年紀最小的一位；此外，香港傳媒稱他為「摘星少年」。2005年12月30日，陳易希獲得香港電台第二台早晨節目《晨光第一線》2005年風雲少年殊榮。在《香港年報‧香港2005》中，陳易希被稱讚為香港學生典範。
由於陳易希在香港青少年科學界的成就，所以獲得美國加州理工學院邀請在2006年暑假期間到該校接受為期兩個月的科學課程，他於同年8月19日完成回到香港。此外，他亦獲得香港發明家陳克敏的邀請加入新世紀科技擔任程式開發員。
2006年5月26日，陳易希獲得香港科技大學破格取錄入讀電子及計算機工程學系學士課程，於中學五年級畢業後可以免修兩年預科（中六及中七）課程而直接升讀大學，然而，他仍需要經過大學先修班方能夠進入大學本科一年級，為該校創校15年來首次錄取的中學五年級畢業生。校方的安排引起了社會爭議，因為當時香港科技大學決定破格取錄陳易希時，他的香港中學會考中仍然有英語會話考試未完成。同年7月，陳易希在香港書展發表其自傳的新書，名為《摘星少年陳易希》，成為銷量最佳作品之一。
2006年10月，陳易希的一款「協盲產品」智能杯由肯尼亞奧運金牌失明跑手尹約基率先試用。尹約基對新發明感到興奮和神奇，並且說希望所有盲人均可以受惠。惟被網民指控該發明抄襲自中國大陸專利產品「盲人水杯」。《東方日報》在10月13日引述網上討論區留言，指控智能杯無論在設計意念和製作方面上均與龍口科技局專利產品「盲人水杯」同出一轍，均是透過接通杯內電路至杯底的發聲裝置，提示使用者杯內已經滿溢；有網民更指控智能杯與翌年（2007年）中學會考電子與電學設計作業其中一項作業——水粒檢知器相同，但是陳易希辯稱沒有參考過該發明。
2011年，陳易希畢業後利用兼職所得及校內比賽獎金，與朋友合資開辦科技公司，開發手機應用程式，主打開發智能手機的應用程式及客戶管理系統。他選擇這個行業的原因是因為在校內的「創業計劃大賽」中獲獎得到獎金，驚覺科技可以賺錢。公司的創新產品是使用在iPad2的電子餐牌手機應用程式，這個程式可以取代傳統收銀機，接駁發票印刷機，並透過網絡連接信用卡付款系統。另外，機身鏡頭可用作輸入貨品條碼，計算金額。公司期後參加數碼港培育計劃，獲得資助及免租辦公室2年。其後在2014年，公司錄得七位數字盈利。
2012年，陳易希獲得「傑出資訊及通訊科技青年獎」。他亦返回母校到法團校董會擔任校友校董一職，是該校最年青的校董會成員。
2015年4月，陳易希獲香港特別行政區政府委任為創新及科技諮詢委員會非官方委員。
2016年7月1日獲香港特別行政區政府頒授銅紫荊星章。
2022年，陳易希旗下公司Bull.B Tech開發全香港首個具備加密貨幣電子錢包功能的即時通訊應用程式TALK+。

## 會考成績風波
2006年8月9日，香港中學會考放榜，當時陳易希不在香港而未向外界揭曉成績。後來，網上不時傳出流言陳易希的成績僅為3分。直到8月21日，陳易希參與一個公開活動時證實自己會考成績為12分，中國語文科及英國語文科（課程甲）等第為U（即不予評級），電腦與資訊科技科E級，數學D級，化學D級，物理C級，圖像傳意B級。升讀中六必須在中國語文科及英國語文科（課程甲或乙）取得及格成績，故此在一般情況下，陳易希幾乎沒有可能升讀。可是科技大學仍然堅持取錄陳易希，校長朱經武表示取錄他主要是因為他在科技創新方面的表現，而非會考成績，香港科技大學會為他提供特別輔導，以幫助他適應大學生活。
他是全香港首名非經拔尖程序而直接入讀大學的中五生，亦是第二位持會考12分及其他重要的非學術成就表現而直接獲大學取錄的學生；另一位是方力申是12分，英文合格，中文不合格，持專業運動員資格獲香港大學取錄，他同樣沒有持任何香港高級程度會考成績。
陳易希亦因其會考成績等爭議於2006年8月當選為高登討論區的每月之星。
此事件成為2008年香港中學會考中國語文科試卷四乙部口語溝通考試其中一題要求考生評論「人有了名氣，是利多於弊，還是弊多於利」時的其中一份「附設閱讀材料」。

## 火炬手
香港政府在2008年4月29日宣布，基於陳易希的成就，他在同年5月2日當上第54棒奧運聖火火炬手，跑沙田一段。

## 加入政黨
2015年，他成為新智庫政賢力量 （页面存档备份，存于）顧問團成員。

## 影視形象
2022年， ViuTV電視劇《IT狗》角色Tony Chan原型為陳易希。